# Europastraße 372
Die Europastraße 372 (Abkürzung: E 372) ist eine Europastraße, die die Städte Warschau (Polen) und Lemberg (Ukraine) miteinander verbindet. Von Warschau bis Hrebenne ist die E 372 identisch mit der Droga ekspresowa S17.

## Städte an der E372
- Warschau (Polen, E 30, E 67, E 77)
- Garwolin (Polen)
- Lublin (Polen, E 373)
- Piaski (Polen)
- Zamość (Polen)
- Hrebenne (Polen)
- Rawa-Ruska (Ukraine, M 09)
- Schowkwa (Ukraine)
- Lemberg (Ukraine, E 40, E 471)